# چکاوک دم‌حنایی
چکاوک دم‌حنایی (نام علمی: Ammomanes phoenicura) نام یک گونه از سرده خاک‌خسپه است.